# Gabriel Fabre
Pour les articles homonymes, voir Fabre.
Gabriel Jean Fabre est un général français de la Révolution et de l'Empire, né le 20 février 1774 à Vannes dans le Morbihan et mort le 12 mai 1858 à Laval, en Mayenne. Baron de l'Empire, il est également député sous la Restauration.

## Biographie

### Origines familiales
Gabriel Fabre a une filiation différente selon les sources : selon Robert et Cougny, il est le fils de Joseph-Marie Fabre, magistrat, député en 1791-1792 ; mais selon Kerviler et selon la Légion d'honneur, il est plutôt le fils de Jean-Pierre Fabre, écuyer, sieur de Kerhervy, lieutenant puis prévôt de la maréchaussée générale de Bretagne, chevalier de Saint-Louis, et de Célestine Catherine Drouin du Plessix, ; il est ainsi le neveu de Julie Fabre. Les sources divergentes sur la filiation, s'accordent sur sa date et son lieu de naissance, le 20 février 1774 à Vannes en Bretagne,.

### Du soldat de la Révolution au général de l'Empire
Il suit une carrière militaire et fait la plupart des campagnes de la Révolution et de l'Empire. En 1792, embarqué sur le Vengeur, Gabriel Fabre commande un détachement du 39e régiment. Il commande un autre détachement sur la frégate l'Aréthuse en 1793. Il rejoint les Républicains lors de l'insurrection de Toulon. Il participe à la campagne d'Italie, où il est laissé pour mort à La Corona (29 juillet 1796). Il se distingue peu après en défendant les bords de l'Adige et les hauteurs de la Couronna. Il est promu chef de bataillon en récompense d'un brillant fait d'armes dans le Tyrol. Il revient à Paris et est attaché en 1799 à l'état-major général. En 1801, il passe à l'armée de l'Ouest. Il est chef d'état-major à Nantes en 1803. Gabriel Fabre commande ensuite le département de Varsovie en 1807. On le retrouve en 1808 en Espagne comme chef d'état-major de la division Suchet. 
Gabriel Fabre est nommé général de brigade le 10 mars 1809. Il participe à la bataille d'Alcañiz le 23 mai 1809. Titré baron de l'Empire le 9 mars 1810, il part pour la campagne de Russie où il est blessé par un boulet à la bataille de Viazma en 1812. Il rentre alors en France et est nommé commandant militaire du département du Nord de 1813 à 1815. Il reste à son poste pendant les Cent-Jours et est mis en demi-solde à la seconde Restauration.

### Député et général de division
Il est élu député du Morbihan le 11 septembre 1819, au grand collège, par 265 voix sur 526 votants. Il siège à gauche jusqu'en 1824, parmi l'opposition constitutionnelle. Nommé lieutenant général honoraire en 1826, il est rappelé en 1830 au service actif et nommé général de division en 1831. Grand-officier de la Légion d'honneur en 1833, il est mis à la retraite d'office en 1848. Il meurt en 1858.
Il épouse la fille de Jean-Julien Le Mauff.

## Décoration
- Grand officier de la Légion d'honneur (9 janvier 1833)[1],[2].